# Andreas Möller
Andreas „Andy“ Möller (* 2. September 1967 in Frankfurt-Nordend) ist ein ehemaliger deutscher Fußballspieler, -trainer und -funktionär.
Er spielte von 1985 bis 2004 als Mittelfeldspieler in 429 Bundesligaspielen (110 Tore) für Eintracht Frankfurt, Borussia Dortmund und den FC Schalke 04, zwischendurch auch in der Serie A für Juventus Turin. Er ist u. a. Weltmeister, Europameister, Weltpokal- und Champions-League-Sieger, UEFA-Pokal-Sieger, mehrmaliger Deutscher Meister und DFB-Pokal-Sieger.

## Spieler

### Vereine

#### Eintracht Frankfurt
Seine Karriere begann der Mittelfeldspieler beim BSC Schwarz-Weiß 1919 Frankfurt und wechselte 1981 zu Eintracht Frankfurt. 1985 gewann er die deutsche A-Jugend-Meisterschaft und im gleichen Jahr stieß er zum Profikader. Sein erstes Spiel in Deutschlands höchster Fußballklasse absolvierte er am letzten Spieltag der Saison 1985/86 bei der 0:1-Niederlage am 26. April 1986 gegen den Hamburger SV. In der folgenden Spielzeit kam er auf 22 Einsätze. Er spielte sich mehr und mehr in das Mannschaftsgefüge und am 5. Spieltag gegen den 1. FC Kaiserslautern erzielte er seinen ersten Profitreffer im Ligaspielbetrieb, als er einen Foulelfmeter zum 1:2-Anschlusstreffer verwandelte; es blieb sein einziger Saisontreffer. In der Saison 1987/88 entwickelte sich der dribbelstarke Youngster zum Leistungsträger. Bei seinem ersten Saisonspiel am 5. Spieltag gegen Bayer 04 Leverkusen traf Möller zweimal.

#### Borussia Dortmund
In der Winterpause 1987/88 verpflichtete Borussia Dortmund den Spielmacher. Gleich bei seinem Debüt für die Schwarz-Gelben traf Möller in der 42. Minute im heimischen Stadion zur Führung gegen den VfL Bochum. Allerdings ging das Spiel mit 1:2 verloren, obwohl der BVB bis zur 88. Minute mit 1:0 geführt hatte. Gegen seinen späteren Arbeitgeber, den FC Schalke 04, erhielt Möller am 26. Spieltag der Spielzeit 1987/88 seine erste und einzige rote Karte, musste allerdings nur ein Spiel aussetzen. Im DFB-Pokal der Saison 1988/89 rückte Möller mit der Mannschaft bis in das Finale vor. Dort traf man auf die Mannschaft von Werder Bremen. Nach einem klaren 4:1-Erfolg gegen die Norddeutschen war sein erster nationaler Titel perfekt.

#### Eintracht Frankfurt und Juventus Turin
Bei der Borussia war er Leistungsträger, kehrte aber im Sommer 1990 nach Frankfurt zurück.
Im ersten Jahr nach seiner Rückkehr erzielte er 16 Treffer in der Bundesliga und stellte damit seinen persönlichen Rekord auf, den er bis zu seinem Karriereende nicht mehr übertreffen sollte. In der Saison 1991/92 verpasste er mit Frankfurt am letzten Spieltag den Titelgewinn. Die Saison war von Streitigkeiten in der Mannschaft überschattet. Möller war ein häufiges Ziel von Keeper Uli Stein, zum einen wegen seiner Unbeständigkeit, zum anderen wegen der vielen vertraglichen Sonderkonditionen.
Möller wollte auch in der Saison 1992/93 für Eintracht Frankfurt spielen. Er hatte jedoch für 1,3 Mio. DM dem Serie-A-Klub Juventus Turin ein Optionsrecht zugesichert, welches der Verein im März 1992 einlöste. Die Turiner hatten dieses Optionsrecht an Atalanta Bergamo weiterverkauft, wohin Möller hätte wechseln müssen, sofern Juventus die Option nicht selbst wahrgenommen hätte. Die FIFA hatte für Klarstellung zu sorgen: Möller wurde an die Option gebunden und hatte zum 1. Juli 1992 nach Italien zu wechseln, wofür er sich gegen Zahlung von 5 Mio. DM aus seinem Vertrag bei Eintracht Frankfurt herauskaufen musste.
Mit der Alten Dame Juventus gewann Möller 1993 unter Giovanni Trapattoni den UEFA-Pokal. Gegner am 5. und 19. Mai war sein früherer und auch späterer Arbeitgeber, Borussia Dortmund. Juve gewann das Endspiel deutlich mit einem 3:1 und 3:0. In beiden Spielen stand Möller in der Startelf und erzielte im Rückspiel den dritten Treffer.

#### Borussia Dortmund (zweite Verpflichtung)

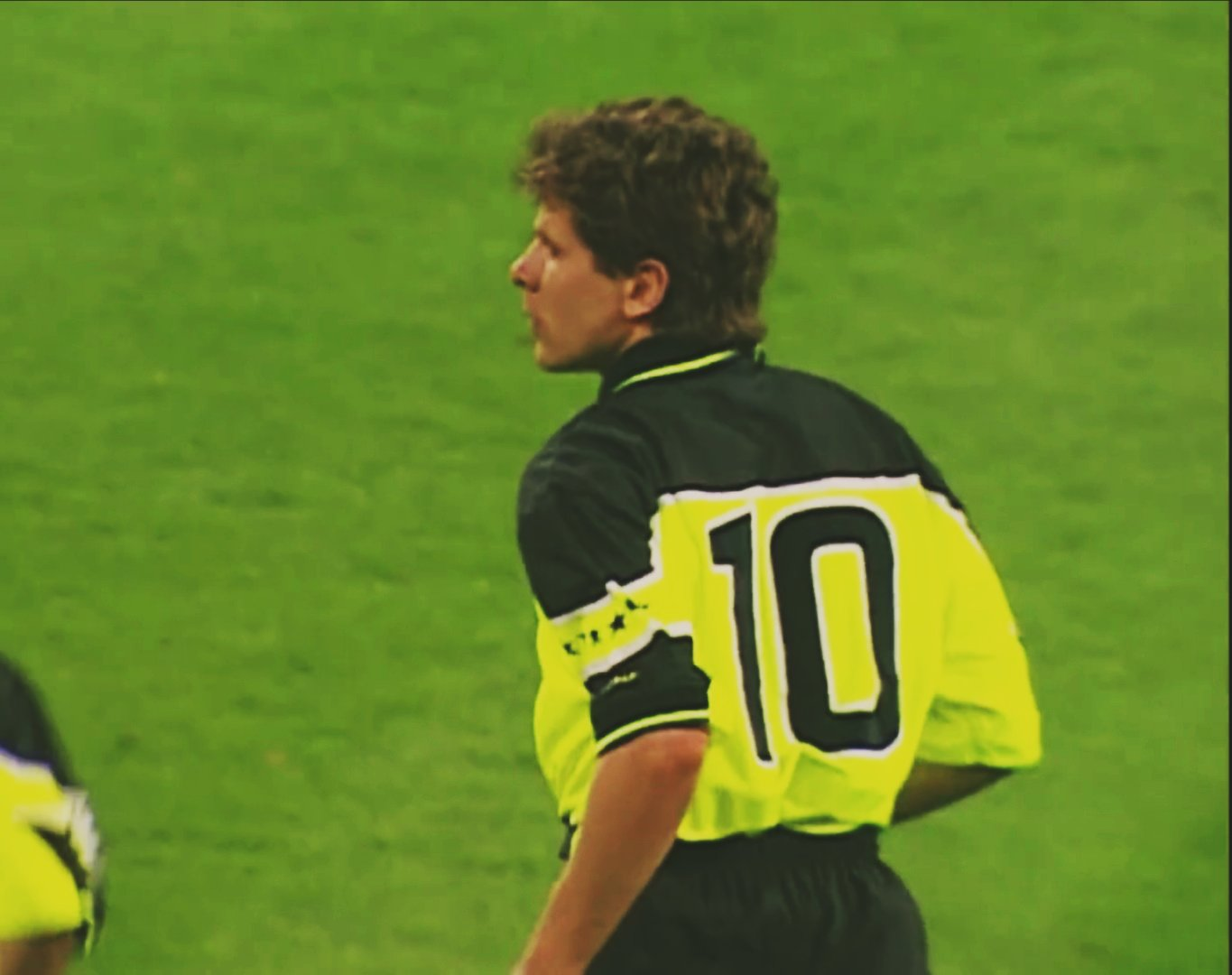
Möller als Spieler von Borussia Dortmund, 1997

Obwohl er bei Juventus Turin gute Leistungen zeigte, entschied sich Möller im Sommer 1994, wieder nach Deutschland zurückzukehren, und unterschrieb zum zweiten Mal bei Borussia Dortmund. Insgesamt sechs Jahre blieb er beim Ballspielverein, schoss regelmäßig Tore und hatte entsprechende Einsatzzeiten. Besonders in den Meisterjahren 1995 und 1996 zeigte Möller seine Klasse als Spielgestalter, Vorbereiter und Torschütze. Er galt zu dieser Zeit als einer der torgefährlichsten Mittelfeldspieler. Der größte Erfolg auf Vereinsebene war der 3:1-Sieg im Finale der Champions League 1996/97 am 28. Mai 1997 im Münchner Olympiastadion. Gegner war sein vormaliger Arbeitgeber Juventus Turin, und Möller stand auch dieses Mal auf der Seite der Sieger. In seinem letzten Jahr bei den Schwarz-Gelben kam er zu nur 18 Einsätzen, wobei er siebenmal ein- oder ausgewechselt wurde. Gründe hierfür waren die starke Konkurrenz durch Spieler wie Lars Ricken, Christian Nerlinger, Miroslav Stević und Wladimir But sowie kleinere Verletzungen.
In diese Zeit fiel eine Diskussion um Möller, der am 13. April 1995 im Spiel gegen den Karlsruher SC beim Stand von 0:1 ein Foul vortäuschte. Der daraufhin zu Unrecht verhängte Elfmeter führte zum 1:1 (Endstand 2:1 für Dortmund). Möller versuchte, seine Schwalbe zu rechtfertigen, und attackierte den damaligen Trainer des KSC, Winfried Schäfer. Möller wurde vom DFB-Sportgericht zu einer Sperre von zwei Spielen und einer Geldstrafe in Höhe von 10.000 DM verurteilt. Damit war er der erste Spieler, der vom DFB wegen einer Schwalbe gesperrt wurde. Bundestrainer Berti Vogts musste ihn aufgrund seiner Sperre in der Liga zeitweilig aus der Nationalmannschaft nehmen.

#### Schalke 04
Um einen Neuanfang zu wagen, entschloss er sich im Sommer 2000, beim Dortmunder Erzrivalen Schalke 04 zu unterschreiben, zumal er ein gut dotiertes Angebot von Rudi Assauer erhielt. Dort wurde er trotz kritischer Stimmen auf Anhieb Stammspieler und bildete in seinem ersten Jahr mit Jörg Böhme, Radoslav Látal und Jiří Němec das Grundgerüst des Schalker Mittelfelds. Schalke belegte am Ende der Saison 2000/01 den zweiten Platz der Bundesliga und gewann das DFB-Pokal-Finale. Der DFB-Pokal wurde im folgenden Jahr verteidigt. Nach zwei guten Jahren folgte in der Saison 2002/03 wieder ein sportlicher Rückschritt und Möller wurde mehr und mehr zum Ergänzungsspieler. Zwar kam er unter den Trainern Frank Neubarth und später Marc Wilmots zu 22 Partien, wurde dabei aber neunmal ein- bzw. ausgewechselt.

#### Eintracht Frankfurt und Karriereende
Zur Saison 2003/04 ging Möller zurück nach Hessen zu seinem Heimatverein Eintracht Frankfurt, der gerade wieder in die Bundesliga aufgestiegen war. Als großer Rückkehrer und Erfolgsgarant von den Fans vor der Saison gefeiert, machte sich schnell Ernüchterung breit. Möller kam auf nur elf Ligaspiele und spielte dabei nur zweimal 90 Minuten durch, auch gelang es ihm nicht, dem Club zum Klassenverbleib zu verhelfen. Sein letztes Profispiel machte Möller am 28. Februar 2004, als er beim 3:1-Sieg gegen Borussia Mönchengladbach in der 89. Minute eingewechselt wurde. Drei Tage später gab er sein Karriereende bekannt.

### Nationalmannschaft
1987 nahm er mit der U-20-Nationalmannschaft an der WM in Chile teil und wurde Vizeweltmeister.
Für die A-Nationalmannschaft bestritt er von 1988 bis 1999 85 Partien und erzielte dabei 29 Tore, viermal führte er die Mannschaft als Kapitän an. Er nahm an drei Weltmeisterschaften teil, so auch beim Titelgewinn 1990 in Italien, wo er zweimal eingewechselt wurde. Sein persönlich bestes Turnier im Nationalteam spielte er bei der EM 1996 in England. In der Halbfinalpartie gegen den Gastgeber lief er als Kapitän auf und verwandelte im Elfmeterschießen den entscheidenden Strafstoß. Damit schoss Möller die deutsche Elf ins Finale, für das er allerdings aufgrund zweier Gelber Karten gesperrt war.
Für den Gewinn der WM erhielten er und die gesamte Mannschaft am 15. Oktober 1990 das Silberne Lorbeerblatt.

## Erfolge
Eintracht Frankfurt
- Deutscher A-Jugend-Meister: 1985

Borussia Dortmund
- Weltpokalsieger: 1997
- Champions-League-Sieger: 1997
- Deutscher Meister: 1995, 1996
- DFB-Pokal-Sieger: 1989
- DFL-Supercup-Sieger: 1989, 1995, 1996
- DFB-Hallenpokal-Sieger: 1990, 1999

Juventus Turin
- UEFA-Pokal-Sieger: 1993

FC Schalke 04
- DFB-Pokal-Sieger: 2001, 2002

Nationalmannschaft
- Weltmeister: 1990
- Europameister: 1996
- Vize-Europameister: 1992
- U.S. Cup: 1993
- U-20-Vize-Weltmeister: 1987

Auszeichnungen
- Tor des Monats: 02/1990, 06/1995, 08/1997
- Einstufung als Weltklasse in der Rangliste des deutschen Fußballs: Winter 1993/94

## Saisonstatistik
| Verein              | Liga            | Saison          | Liga   | Liga | Nat. Pokal | Nat. Pokal | Europapokal | Europapokal | Andere | Andere | Gesamt | Gesamt |
| Verein              | Liga            | Saison          | Spiele | Tore | Spiele     | Tore       | Spiele      | Tore        | Spiele | Tore   | Spiele | Tore   |
| ------------------- | --------------- | --------------- | ------ | ---- | ---------- | ---------- | ----------- | ----------- | ------ | ------ | ------ | ------ |
| Eintracht Frankfurt | Bundesliga      | 1985/86         | 1      | 0    | –          | –          | –           | –           | –      | –      | 1      | 0      |
| Eintracht Frankfurt | Bundesliga      | 1986/87         | 22     | 1    | 3          | 2          | –           | –           | –      | –      | 25     | 3      |
| Eintracht Frankfurt | Bundesliga      | 1987/88         | 12     | 4    | 2          | 1          | –           | –           | –      | –      | 14     | 5      |
| Gesamt              | Gesamt          | Gesamt          | 35     | 5    | 5          | 3          | –           | –           | –      | –      | 40     | 8      |
| Borussia Dortmund   | Bundesliga      | 1987/88         | 14     | 3    | 2          | 0          | –           | –           | –      | –      | 16     | 3      |
| Borussia Dortmund   | Bundesliga      | 1988/89         | 29     | 11   | 5          | 2          | –           | –           | –      | –      | 34     | 13     |
| Borussia Dortmund   | Bundesliga      | 1989/90         | 32     | 10   | 2          | 0          | 4           | 0           | 1      | 1      | 39     | 11     |
| Gesamt              | Gesamt          | Gesamt          | 75     | 24   | 8          | 3          | 4           | 0           | 1      | 1      | 89     | 27     |
| Eintracht Frankfurt | Bundesliga      | 1990/91         | 32     | 16   | 7          | 2          | 2           | 1           | –      | –      | 41     | 19     |
| Eintracht Frankfurt | Bundesliga      | 1991/92         | 37     | 12   | 2          | 0          | 4           | 2           | –      | –      | 43     | 14     |
| Gesamt              | Gesamt          | Gesamt          | 69     | 28   | 9          | 2          | 6           | 3           | –      | –      | 84     | 33     |
| Juventus Turin      | Serie A         | 1992/93         | 26     | 10   | 4          | 4          | 10          | 4           | –      | –      | 40     | 18     |
| Juventus Turin      | Serie A         | 1993/94         | 30     | 9    | 1          | 0          | 7           | 3           | –      | –      | 38     | 11     |
| Gesamt              | Gesamt          | Gesamt          | 56     | 19   | 5          | 0          | 17          | 7           | –      | –      | 78     | 26     |
| Borussia Dortmund   | Bundesliga      | 1994/95         | 30     | 14   | 2          | 0          | 9           | 3           | 1      | 0      | 42     | 17     |
| Borussia Dortmund   | Bundesliga      | 1995/96         | 23     | 8    | 4          | 1          | 6           | 2           | 1      | 0      | 34     | 11     |
| Borussia Dortmund   | Bundesliga      | 1996/97         | 26     | 5    | 1          | 0          | 9           | 1           | 1      | 0      | 37     | 6      |
| Borussia Dortmund   | Bundesliga      | 1997/98         | 26     | 10   | 5          | 3          | 9           | 3           | –      | –      | 40     | 16     |
| Borussia Dortmund   | Bundesliga      | 1998/99         | 30     | 7    | 2          | 0          | –           | –           | –      | –      | 32     | 7      |
| Borussia Dortmund   | Bundesliga      | 1999/00         | 18     | 3    | 3          | 0          | 7           | 1           | –      | –      | 28     | 4      |
| Gesamt              | Gesamt          | Gesamt          | 153    | 47   | 19         | 4          | 40          | 10          | 3      | 0      | 213    | 61     |
| FC Schalke 04       | Bundesliga      | 2000/01         | 32     | 1    | 6          | 1          | –           | –           | –      | –      | 38     | 2      |
| FC Schalke 04       | Bundesliga      | 2001/02         | 32     | 4    | 8          | 3          | 5           | 1           | –      | –      | 45     | 8      |
| FC Schalke 04       | Bundesliga      | 2002/03         | 22     | 1    | 4          | 0          | 3           | 0           | –      | –      | 29     | 1      |
| Gesamt              | Gesamt          | Gesamt          | 86     | 6    | 18         | 4          | 8           | 1           | –      | –      | 112    | 11     |
| Eintracht Frankfurt | Bundesliga      | 2003/04         | 11     | 0    | 1          | 0          | –           | –           | –      | –      | 12     | 0      |
| Gesamt              | Gesamt          | Gesamt          | 11     | 0    | 1          | 0          | –           | –           | –      | –      | 12     | 0      |
| Karriere Gesamt     | Karriere Gesamt | Karriere Gesamt | 485    | 129  | 65         | 16         | 75          | 21          | 4      | 1      | 628    | 166    |

Quelle: footballdatabase.eu

## Trainer und Manager
Nach seiner aktiven Karriere machte Möller zusammen mit anderen ehemaligen Profis wie Dieter Eilts in der Deutschen Sporthochschule Köln den Fußballlehrerschein. Am 20. Dezember 2006 stieg er bei Viktoria Aschaffenburg in den Bereich Sportorganisation und Sponsoring ein. Im Januar 2007 absolvierte er ein Praktikum bei seinem ehemaligen Verein Juventus Turin. Sein Hauptaugenmerk lag dabei darauf, vom dortigen Trainer Didier Deschamps Arbeitsweisen und Trainingsmethoden zu erlernen. In der Saison 2007/08 war Möller unentgeltlich Cheftrainer bei Viktoria Aschaffenburg in der Oberliga Hessen. Ab dem 1. Juli 2008 war er Manager beim Drittligisten Kickers Offenbach. Als der Aufstieg in die 2. Bundesliga in Gefahr geriet, erklärte er am 30. April 2011 seinen Rücktritt.
Am 20. Oktober 2015 wurde er mit Zoltán Szélesi Co-Trainer von Bernd Storck bei der ungarischen Nationalmannschaft. Nach der gescheiterten Qualifikation zur WM 2018 endete am 17. Oktober 2017 das Arbeitsverhältnis beim ungarischen Fußballverband.
Am 6. Oktober 2019 stellte ihn sein Ex-Klub Eintracht Frankfurt als neuen Leiter des vereinseigenen Nachwuchsleistungszentrums vor. Um nach eigenen Angaben mehr Zeit für seine Familie zu haben, erklärte er im Februar 2022, seinen Vertrag über das Saisonende hinaus nicht zu verlängern und das Nachwuchsleistungszentrum nach zweieinhalb Jahren wieder zu verlassen. Wenige Zeit später wurde bekannt, dass Möller bereits zum 31. März ausscheiden wird und Alexander Richter als sein Nachfolger zum 1. April die Leitungsaufgaben übernimmt.

## Privates
Möller wurde als Sohn eines Lagerarbeiters und einer Bankangestellten im St. Marienkrankenhaus in Frankfurt-Nordend geboren. Er wuchs im Stadtteil Sossenheim als Einzelkind in einfachen Verhältnissen auf.
Möllers erster Verein war der BSC Schwarz-Weiß 1919 Frankfurt, bei dem sein Vater als Übungsleiter der Fußball-Jugend tätig war. Sein Trainer dort war Klaus Gerster, der sein engster Freund wurde und später über seine gesamte Karriere hinweg als Berater und Verhandlungsführer fungierte.
Möller besuchte den Realschulzweig der Eduard-Spranger-Schule (heute Edith-Stein-Schule), die er mit der Mittleren Reife abschloss. Anschließend machte er bei Hoechst eine Ausbildung zum Bürokaufmann. Seinen Wehrdienst leistete er beim Jägerbataillon 542 in Bexbach.
Am 28. April 1992 heiratete er eine Schulfreundin, mit der er drei Töchter hat (* 1993, 1995, 2000). Seit Anfang 2001 ist er mit einer anderen Frau liiert, die er nach der Scheidung seiner ersten Ehe (2003) am 18. August 2007 heiratete. Das Paar hat zwei Söhne (* Januar 2008, Dezember 2009).

## Sonstiges
Möller gehört dem Kuratorium der Stiftung Jugendfußball an, die im Jahr 2000 von Jürgen Klinsmann, weiteren erfolgreichen Nationalspielern sowie den Dozenten des Fußball-Lehrer-Sonderlehrgangs gegründet wurde.
Während der WM 2006 kommentierte er für die Gäste des Clubschiffes AIDA die Spiele der deutschen Nationalmannschaft.
Möller wird ein Klassiker der Fußball-Stilblüten zugeschrieben. Auf die Interviewfrage im Jahr 1992, wo er in Zukunft spielen werde, soll er geantwortet haben: „Mailand oder Madrid, Hauptsache Italien.“ In verschiedenen Interviews gab Möller an, er könne sich nicht erinnern, diese Aussage getätigt zu haben. Der Satz ist erstmals 1998 in einer satirischen Zitat-Collage des Essener Punkrock-Fanzines Moloko Plus nachgewiesen und wurde in Klaus Bittermanns Buch Vom Feeling her ein gutes Gefühl (1999) bekannt gemacht.
Möller wurde 2009 von den Lesern der WAZ-Mediengruppe in die BVB-Jahrhundertelf gewählt.
In unregelmäßigen Abständen war er für das Fernsehen als Ko-Kommentator von Fußballspielen tätig.